# Берково (Великопольське воєводство)
Берково (пол. Berkowo) — село в Польщі, у гміні Кішково Гнезненського повіту Великопольського воєводства.
Населення — 237 осіб (2011).
У 1975-1998 роках село належало до Познанського воєводства.

## Демографія
Демографічна структура станом на 31 березня 2011 року:
|          | Загалом | Допрацездатний вік | Працездатний вік | Постпрацездатний вік |
| -------- | ------- | ------------------ | ---------------- | -------------------- |
| Чоловіки | 130     | 30                 | 91               | 9                    |
| Жінки    | 107     | 28                 | 63               | 16                   |
| Разом    | 237     | 58                 | 154              | 25                   |